# عروس سنگ طلایی
عروس سنگ طلایی، اسفند مریم (نام علمی: Dionysia revoluta) نام یک گونه از سرده عروس سنگ است. این سرده در ایران در حدود ۲۷ گونه دارد که در بیشتر انحصاری ایران هستند و در مناطق بیابانی صخره ای و شکاف سنگ‌ها می‌رویند.